# جولیان ریچینگز
جولیان ریچینگز (انگلیسی: Julian Richings؛ زاده ۸ سپتامبر ۱۹۵۶) هنرپیشه کانادایی است. وی از سال ۱۹۸۷ میلادی تاکنون مشغول فعالیت بوده‌است.
از فیلم‌هایی که وی در آن نقش داشته‌است، می‌توان به زندگی من بدون من، پرسی جکسون و المپ‌نشینان: دزد صاعقه، پیج اشتباه در میان غریبه‌ها، مستعمره، پیچ اشتباه، مهتاب و والنتینو، تکه‌های تریسی، مکعب، دو هزار و هیچ، عشق در خطر و همه چیز برای جکسون اشاره کرد. وی در نقش فرشته مرگ در سریال سوپرنچرال نیز ایفای نقش نموده است.